# Kürti-patak
A Kürti-patak a Mátrában ered, Mátraderecske településtől északra, Heves vármegyében, mintegy 250 méteres tengerszint feletti magasságban. A patak forrásától kezdve déli irányban halad, majd Recsk keleti részénél éri el a Parádi-Tarnát.

## Élővilága

### Flórája
A patak növényvilágát többek között az alábbi fajok alkotják: mocsári csorbóka (Sonchus palustris).

## Part menti települések
A part menti településeken több, mint 4600 fő él.
- Mátraderecske
- Recsk